# Grattacielo Elicoidale
Il Grattacielo Elicoidale è un progetto mai realizzato di un centro di affari alto circa 565 metri sviluppato dall'architetto Manfredi Nicoletti fra il 1968 e il 1974 in vista di un ampliamento artificiale dell'isola di Manhattan sul fiume Hudson. L'edificio, che doveva situarsi sulla punta estrema dell'isola, integra la sua forma aerodinamica con la tecnologia dei ponti strallati allo scopo di minimizzare sia i carichi sia gli ingombri strutturali.

## Caratteristiche progettuali e strutturali
La statica dell'edificio è stata analizzata e sviluppata dall'ingegnere Sergio Musmeci. Strutturalmente ispirato all'arto di un mammifero, il progetto oscilla nella dialettica fra natura e artificio, e indaga il tema della massima riduzione delle pressioni del vento e degli ingombri strutturali. Il nucleo centrale in acciaio e cemento è compresso. È costituito da tre cilindri cavi interconnessi, che alloggiano tutti i sistemi verticali. A questi è ancorato un gruppo di cavi strallati in acciaio che sostengono le fasce esterne in trazione dove si trovano le strutture reticolari dei solai, che si comprimono verso il nucleo stesso collaborando al sistema statico globale.
La pressione del vento è minimizzata dalla forma a elica determinata dai cavi di bordo del grattacielo, descritta da tre vele formate dalla sovrapposizione dei piani abitativi che ruotano intorno al nucleo centrale, a formare, in planimetria, un moto crescente basato sulla spirale aurea.
La forma reagisce all'azione del vento, da qualsiasi direzione esso provenga, in maniera uniforme e dissipativa. Ne risulta l'eliminazione di due fra i principali fenomeni sfavorevoli alla tipologia del grattacielo: la ridondanza statica dovuta all'asimmetria dei manufatti tradizionali a pianta rettangolare, dove la pressione del vento è massima sul lato lungo e minima su quello breve, e l'effetto dell'Effetto Von Karman, tipico delle strutture cilindriche, che provoca una scia vorticosa sinusoidale e quindi forze pulsanti laterali.
La forma elicoidale, invece, scompone la forza del vento in resistenza, deriva e portanza; in tal modo, la portanza non ha influenza sulla stabilità della struttura e diminuisce il peso trasmesso alle fondazioni. L'edificio, inoltre, al contrario dei grattacieli tradizionali, produce un effetto camino, disinquinando l'aria al livello del suolo.
Il progetto estrapola due tipologie da campi mai associati agli edifici di grande altezza: la forma svergolata della vela marina, che sfugge al vento e ne minimizza la pressione, e la struttura dei ponti strallati, che realizza un notevole risparmio di materiali facendo collaborare unitariamente l'impalcato orizzontale con i tiranti e i supporti.